# Olmek en Toltek
Olmek en Toltek is het 267e stripverhaal van Jommeke. De reeks wordt getekend door Studio Jef Nys.Het album verscheen op 6 november 2013.

## Verhaal
Op een dag spelen Jommeke, Flip en Filiberke ridder waarbij ze enkele vervelende jongens verjagen. Filiberke vindt een briefje van 20 euro. Jommeke en Filiberke besluiten hiermee iets te kopen en vragen aan de persoon aan wie ze het briefje gegeven hebben of ze bij hem of haar mogen blijven, tot de persoon het briefje weer doorgeeft aan iemand anders. 
De drie gaan eerst naar de speelgoedwinkel bij Tom Trampolin. Vervolgens komen ze bij de bakker terecht waar Jommeke zijn eigen brood bakt. Daarna komen ze bij ballonvaarder Wim Oostenwind, die luchtballonnen in de vorm van Flip en de hoofden van Jommeke en Filiberke ontwerpt. Tijdens een proefvlucht vliegen ze over het kasteel van Achterberg. De koningin van Onderland probeert hen uit de lucht te schieten, wat echter mislukt. Daarna komen Jommeke, Filiberke en Flip bij een strandjutter. Ze vinden oude munten op het strand. Uiteindelijk komen ze bij Robrecht Bagerius, de rijke kunstverzamelaar, terecht. Op het einde van het verhaal komt het briefje van 20 euro in handen van Anatool terecht, die het van Jommeke krijgt.